# Umling család

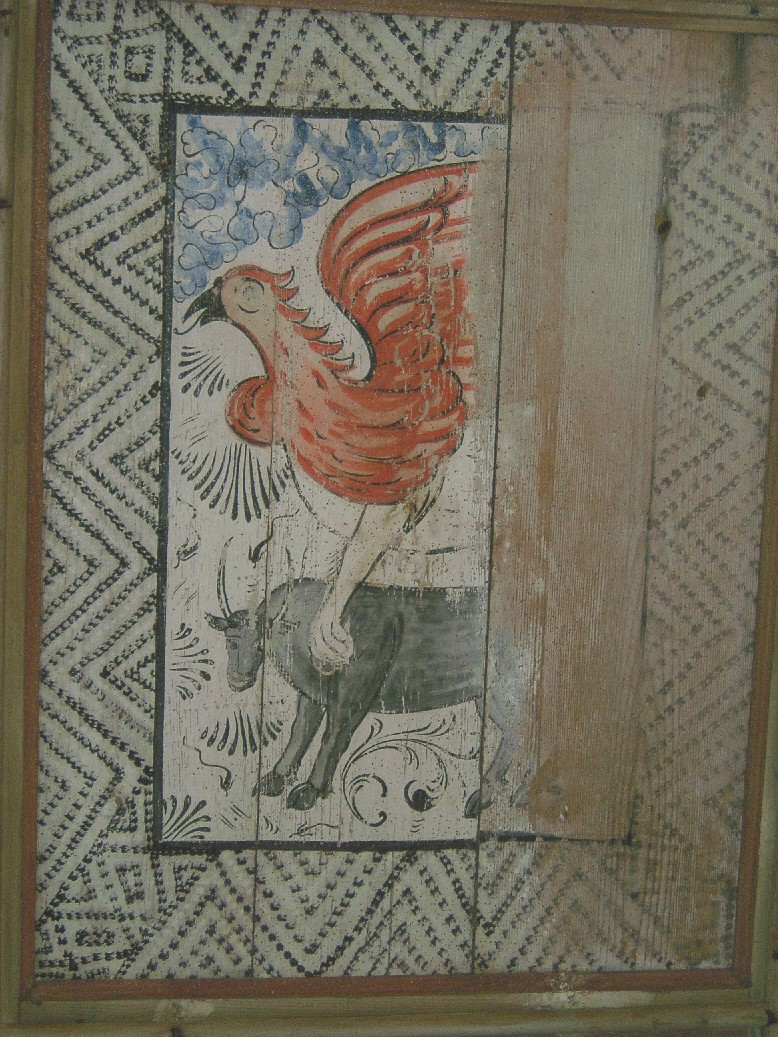
Idősebb Umling Lőrinc fekete bivalyt emelő vörös kakast ábrázoló táblája Kalotadámos templomából.jpg

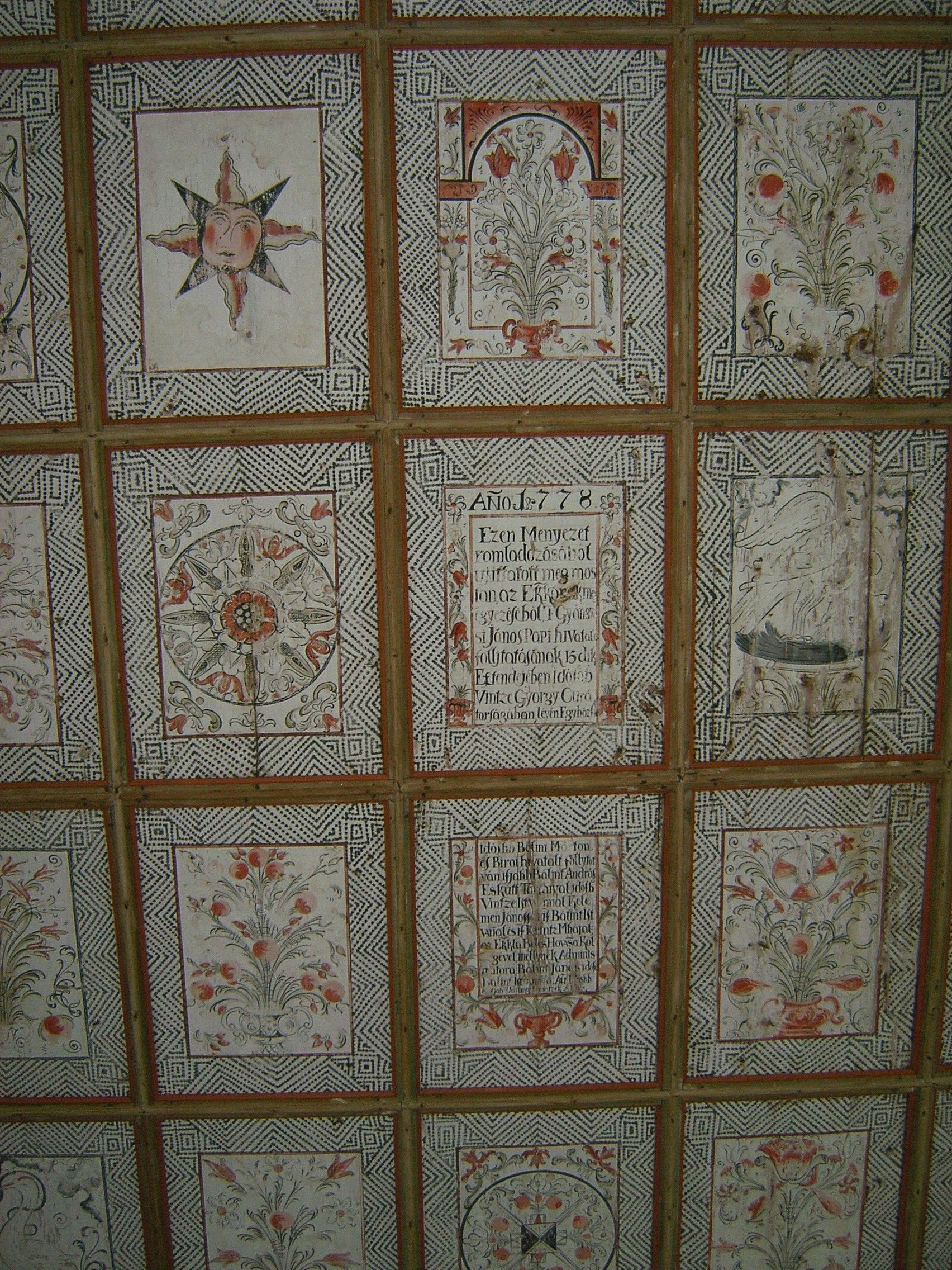
Ifjabb Umling Lőrinc festett kazettái Magyarvalkó templomában

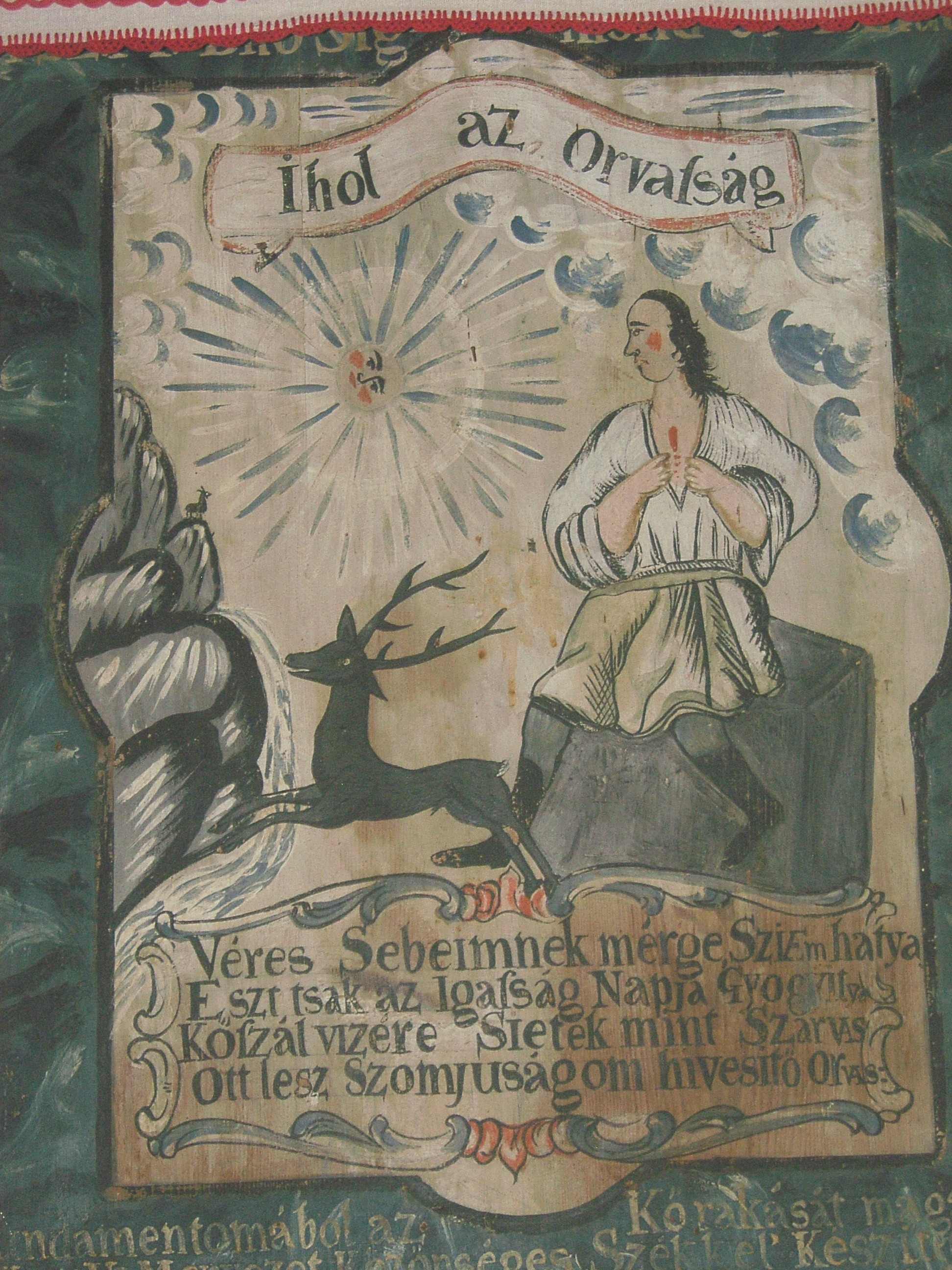
Umling János festett táblája a magyarbikali református templomban

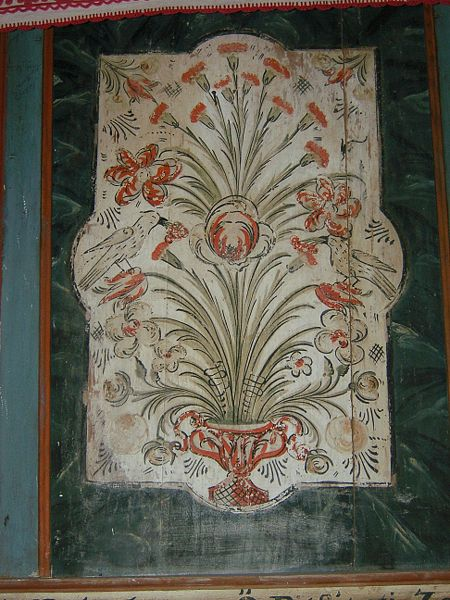
Umling János műve a magyarbikali templomból

Az Umling család erdélyi szász asztalos család.

## Nevesebb tagjai

### Idősebb Umling Lőrinc
Idősebb Umling Lőrinc (Szászkézd, 1707? – Kolozsvár, 1790, festőasztalos. 1740 körül települt Kolozsvárra. 1737-ben kötött házasságot Maria Wagnerrel. 1742-ben Laurentius Asztalos de Szasz Kezd néven iktatták be a kolozsvári polgárkönyvbe és ekkor lépett be az asztaloscéhbe is. Hat gyermeke volt.

### Ifjabb Umling Lőrinc
Ifjabb Umling Lőrinc (Kolozsvár, 1742? – Kolozsvár, 1794, idősebb Umling Lőrinc fia, festőasztalos. 1763-ban jegyezték be a kolozsvári polgárkönyvbe mint "Laurentius Umling Szász Arcularius"-t és ebben az évben lépett be a céhbe is. 1775-ben a céh jegyzője lett. 1765 és 1785 között hét gyermeke született.

### Stephan Umling
Stephan Umling (? – Kolozsvár, 1780, idősebb Umling Lőrinc feltételezett rokona, talán legidősebb gyermeke, vagy testvére.

### Anna Catharina Rimer (Riemner)
Anna Catharina Rimer (?, 1737 – Kolozsvár, 1813, ifjabb Umling Lőrinc felesége, férje halála után ő vezette a műhelyt 1794-től, ahol fiai dolgoztak.

### Laurentius Umling
Laurentius Umling (Kolozsvár, 1765 - ?), ifjabb Umling Lőrinc első fia, asztalos. 1784-1792 között "Herr Lorenz Umling" néven iktatták az asztaloscéh tagjai közé. 1794-ben házasságot kötött Maria Roth-tal, akitől ugyanebben az évben Laurentius nevű fia született. Munkássága ismeretlen.

### Andreas Umling
Andreas Umling (Kolozsvár, 1767 – Kolozsvár, 1801), ifjabb Umling Lőrinc második fia, asztalos. 1794-ben "Andreas Umling úr" néven iktatták az sztaloscéh tagjai közé. Munkássága ismeretlen.

### Michael Umling
Michael Umling (Kolozsvár, 1783 - ?, ifjabb Umling Lőrinc legkisebb fia, asztaloslegény. 1805-ben a legénycéh tagja lett. Munkássága ismeretlen.

### Umling János
Umling János (Kolozsvár ?, 1753 – Kolozsvár, 1797), idősebb Umling Lőrinc fia, festőasztalos. 1772-ben tett polgári esküt és ekkor iktatták a céh tagjai közé is. A polgárkönyvben Umling Johannes "szász patrícius"-ként szerepelt. 1774-ben házasságot kötött Weiss Borbaraval. 1775 és 1794 között hat gyermeke született, közülük hárman (Johannes Georgius, Julianna, Johannes) gyermekkorukban haltak meg.

### Umling Sámuel
Umling Sámuel (Kolozsvár, 1794 - ?, 1855) előtt, Umling János legkisebb fia, asztaloslegény. Asztaloslegényként dolgozott, mestervizsgát nem tett, így neve a céh névsorában sem szerepelt. 1828-ban keresztelte egyik gyermekét. Munkássága ismeretlen.

## Lásd még
- Kalotaszegi festőasztalosok